# Qeshm Air
Qeshm Air (Persiano: هواپیمایی قشم, Hevapeimayi-ye Qeshm) è una compagnia aerea iraniana con sede a Teheran. Opera servizi passeggeri di linea nazionali e internazionali, nonché voli charter. La compagnia è stata fondata nel 1993 come "Faraz Qeshm Airline" e ha iniziato le operazioni nel 1996.
Qeshm Air è di proprietà del Ministero del Petrolio (Iran). In precedenza, era stata fondata e posseduta da Babak Zanjani, ma Zanjani è stato successivamente condannato per corruzione e la compagnia è entrata a far parte del Ministero del Petrolio. Attualmente, il Ministero del Petrolio controlla Qeshm Air congiuntamente con altre compagnie aeree private.

## Storia
Qeshm Air è stata fondata nel 1993 e ha iniziato a operare noleggiando aerei da altre compagnie. Le prime rotte della compagnia andavano da Teheran a Qeshm e da Teheran a Dubai. Nel 2000, Qeshm Air aveva sette aeromobili nella sua flotta.

## Destinazioni
Al 2022, Qeshm Air opera verso più di 40 destinazioni in 15 paesi.

## Flotta

### Flotta attuale
A giugno 2025 la flotta di Qeshm Air è così composta:

### Flotta storica
Qeshm Air operava in precedenza con i seguenti aeromobili:
- Airbus A300B4
- Airbus A319-100
- Airbus A321-100
- Fokker F50
- Avro RJ85
- McDonnell Douglas MD-83
- Yakovlev Yak-40
- Yakovlev Yak-42D
- Tupolev Tu-154M

## Incidenti
- Il 17 maggio 2001, uno Yakovlev Yak-40 partì da Teheran diretto verso l'aeroporto di Gorgan con a bordo 30 persone, compreso il ministro dei trasporti iraniano Rahman Dadman, due vice ministri e altri sette membri del parlamento. Fu costretto a deviare a causa delle cattive condizioni meteorologiche ma da quel momento non si ebbero più sue notizie; i detriti vennero ritrovati sull'Elburz, vicino a Sari, in Iran. Tutti i passeggeri a bordo morirono nell'incidente.[7]